# Дюфрен, Морис
Морис Дюфрен (фр. Maurice Dufrêne; 7 января 1876, Париж — 14 января 1955, Ножан-сюр-Марн) — французский художник, возглавлявший «Мастерскую» (Maîtrise) торгового дома «Galeries Lafayette» в Париже. Декоратор интерьера, проектировщик мебели, изделий из металла, керамики, стекла, текстиля. Один из создателей стиля ар-деко. Известен также теоретическими статьями в журнале «Art et Décoration».

## Биография
Морис Дюфрен родился в Париже в 1876 году. Его отец занимался оптовой торговлей и ремонтом мебели. Дюфрен с юности собирал остатки дерева, картона и ткани с рабочего места отца и превращал их в произведения искусства. Вначале он планировал стать живописцем. Учился в Школе декоративных искусств. Вскоре Дюфрен нашёл должность менеджера и проектировщика мебели в художественной галерее «Современный дом» (La Maison Moderne), открытой в Париже в 1899 году Юлиусом Мейером-Грефе. В выставочных залах галереи были представлены комнаты, оформленные в «новом стиле», или в стиле «модерн».
В галерее Дюфрен работал с такими художниками, как Анри ван де Велде, Виктор Орта, Шарль Плюме и Тони Сельмерсхайм.
С 1903 года Дюфрен регулярно выставлял свои работы в Осеннем салоне и Салонах Национального общества изобразительных искусств. В 1904 году Дюфрен был одним из основателей Общества художников-декораторов (Société des artistes décorateurs) и в течение тридцати лет выставлял свои произведения в его Салоне. Он создал множество различных образцов декоративно-прикладного искусства, включая изделия из металла, керамики, стекла и ткани. Он также проектировал интерьеры, но наиболее известен проектами мебели.
С 1912 по 1923 год Дюфрен преподавал в Парижской школе Буля. Он также вёл занятия в Школе прикладного искусства (École des Arts Appliqués). Он был одним из главных создателей модернистской декорации к кинофильму 1919 года «Карнавал истины» (Le Carnaval des vérités). В 1921 году Галерея Лафайет открыла «Мастерскую» (Maîtrise) под руководством Дюфрена. Эта мастерская последовала примеру других, созданных ранее при крупных парижских торговых домах (Le Bon Marché, Studium Grands Magasins du Louvre).
Дюфрен проектировал экспозицию «Maîtrise» на Международной выставке современного промышленного и декоративного искусства 1925 года в Париже. Павильон создали архитекторы Ж. Хенарт, Ж. Трибу и Ж. Бо. Дюфрен украсил интерьер росписью на стенах и потолке, подвесными светильниками, узкими металлическими перилами и декоративными предметами. Каждый элемент иллюстрировал цель ар-деко — разработать новый стиль. Он разрабатывал проекты для крупной фирмы «Christofle», производившей высококачественные металлические изделия в стиле ар-деко в 1920-х и 1930-х годах.
Морис Дюфрен оставался ведущим художником-декоратором на протяжении 1930-х годов. Скончался в Ножан-сюр-Марн (Иль-де-Франс) в 1955 году.

## Галерея

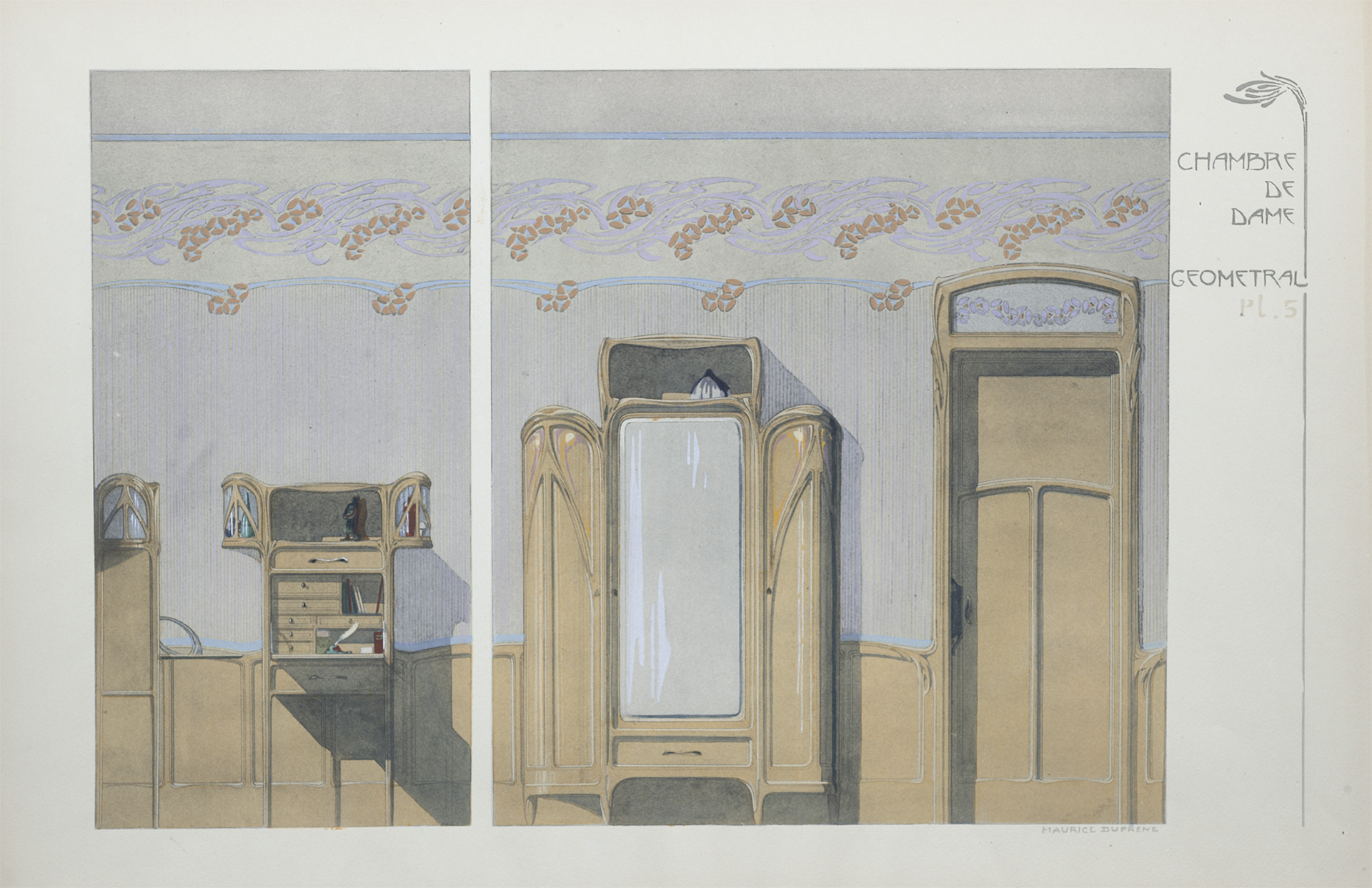
«Комната для дам». Ок. 1905. Бумага, гуашь. Национальная библиотека, Вашингтон
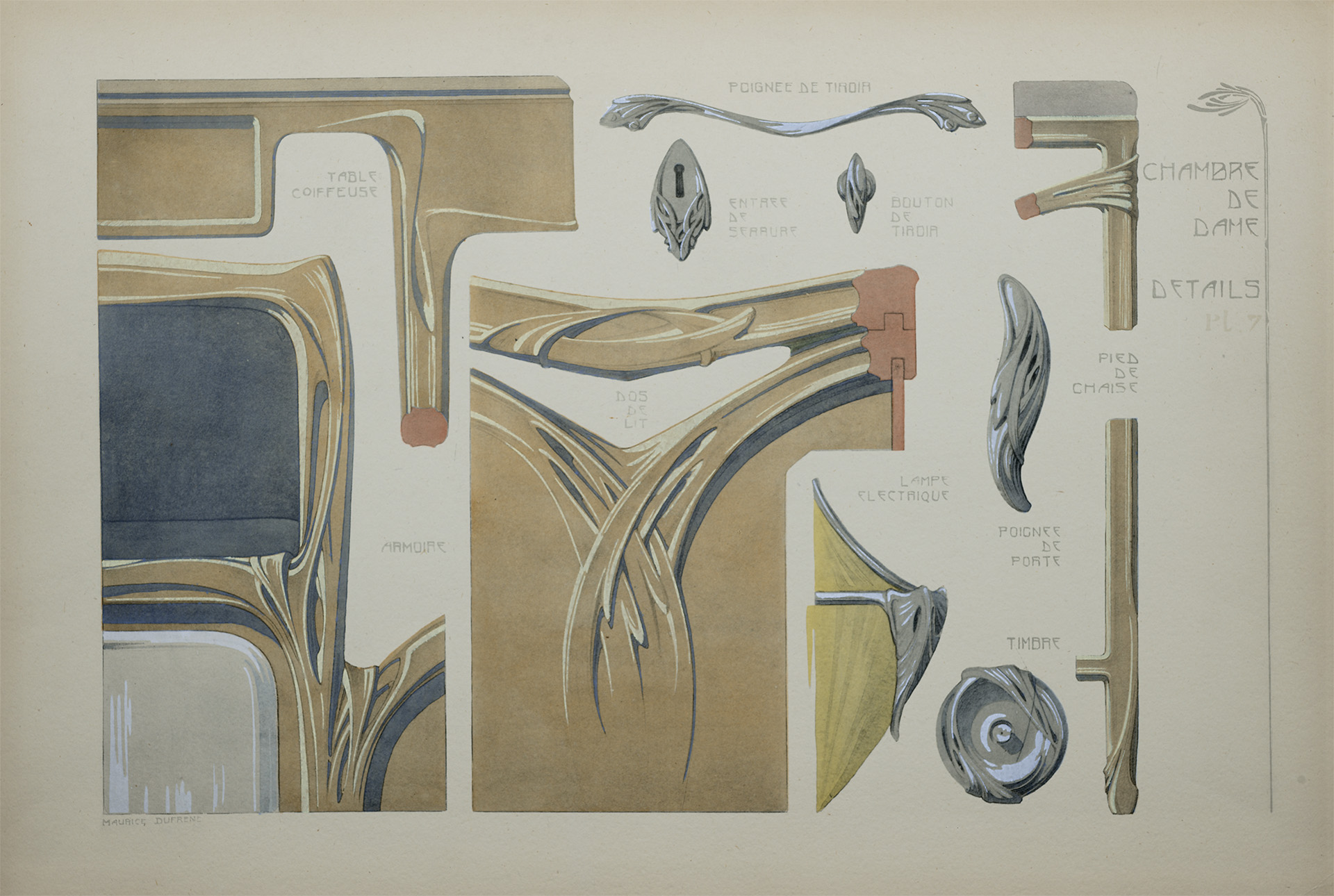
Детали оформления «Комнаты для дам»
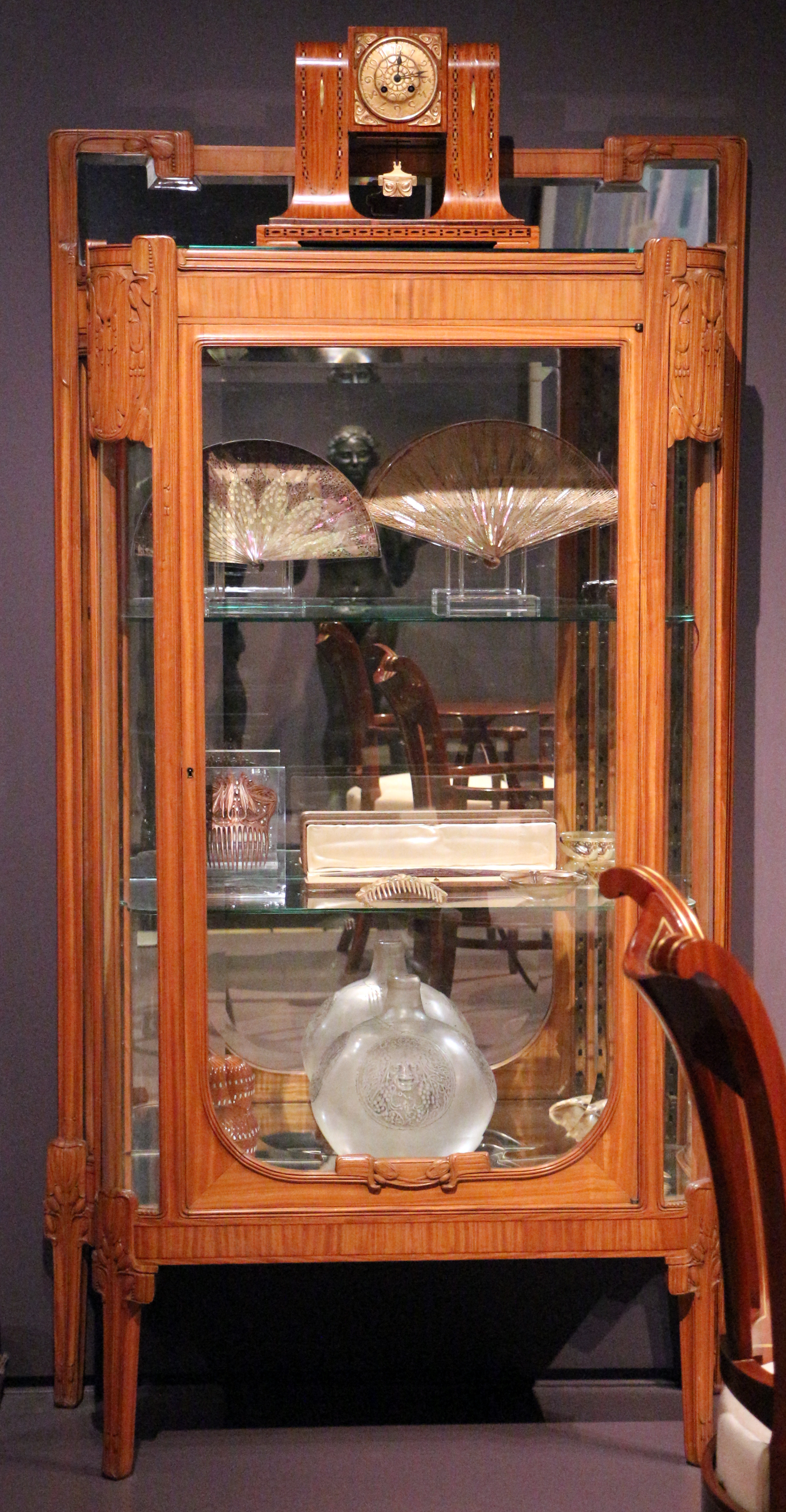
Витрина. 1912. Музей Орсе, Париж
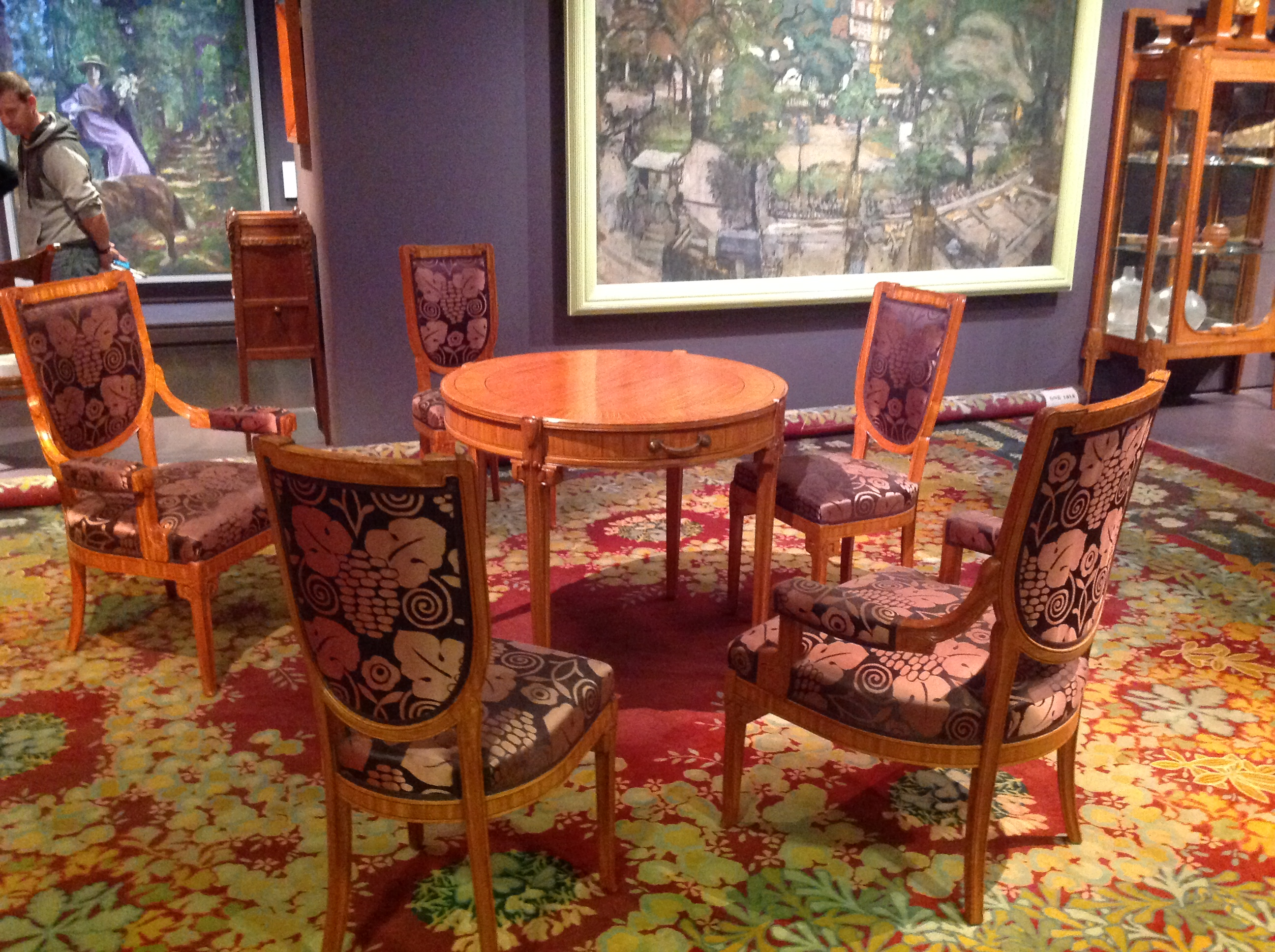
Мебель для салона. 1912. Музей Орсе, Париж
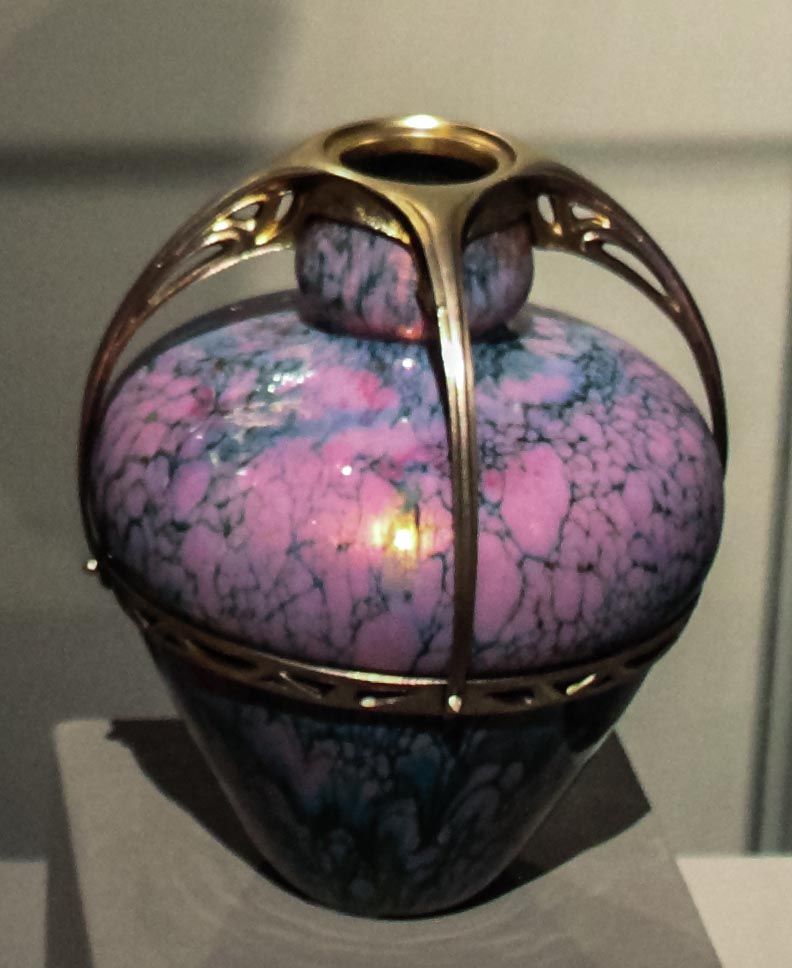
Ваза. Ок. 1900. Стекло, бронза. Музей прикладных искусств, Будапешт
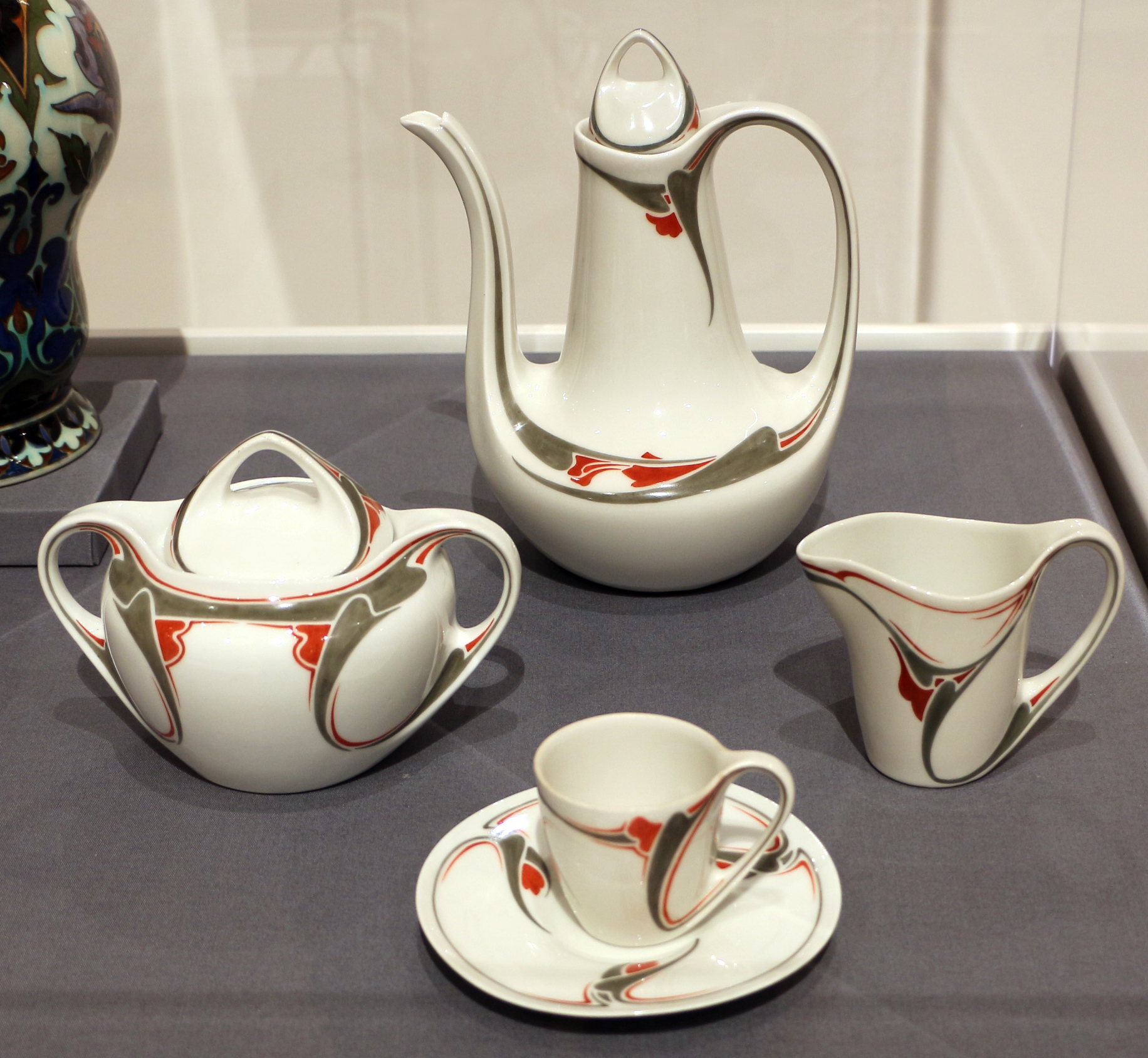
Набор посуды. 1902-1903. Фарфор. Музей искусств, Милуоки, Висконсин, США